# Birdopening
De Birdopening is een opening van een schaakpartij die gekenmerkt wordt door de eerste zet 1. f4. De opening behoort tot de flankspelen en valt onder ECO-code A02. De opening is vernoemd naar de sterke Britse amateurschaker Henry Bird (1830-1908). Door de bemoeienis van Bent Larsen en andere grootmeesters is de opening, die lange tijd als weinig hoopvol voor wit bekendstond populair geworden.
Als zwart antwoordt met 1. ...e5 ontstaat het Fromgambiet, terwijl met 1. ...d5 er vaak een partij volgt naar voorbeeld van de Hollandse verdediging maar dan met verwisseling van kleuren, het Hollands in de voorhand. Max Euwe oordeelde dat de opening nauwelijks betekenis heeft en beschouwde de zet 1. ...d5 als het beste antwoord voor zwart.

## Subvarianten
Subvarianten in de Birdopening zijn:
| Hollandse variant                | 1.f4 d5                                     |
| Hollandse variant, Laskervariant | 1.f4 d5 2.Pf3 Pf6 3.e3 c5                   |
| Mujannahgambiet                  | 1.f4 d5 2.c4                                |
| Williamsgambiet                  | 1.f4 d5 2.e4                                |
| Fromgambiet                      | 1.f4 e5                                     |
| Fromgambiet, Laskervariant       | 1.f4 e5 2.fxe5 d6 3.exd6 Ld6 4.Pf3 g5       |
| Fromgambiet, Lipkevariant        | 1.f4 e5 2.fxe5 d6 3.exd6 Ld6 4.Pf3 Ph6 5.d4 |
| Zwitsers gambiet                 | 1.f4 f5 2.e4 fxe4 3.Pc3 Pf6 4.g4            |
| Hobbsgambiet                     | 1.f4 g5                                     |
| Mujannah-opening                 | 1.f4 Pf6 2.c4                               |